# Селім Бен-Ашур
Селім Бен-Ашур (фр. Selim Ben Achour, араб. سليم بن عاشور, *нар. 8 вересня 1981, Париж) — туніський футболіст, що виступає на позиції півзахисника за кіпрський АПОЕЛ. Грав за національну збірну Тунісу.

## Клубна кар'єра
Народився 8 вересня 1981 року в місті Париж. Вихованець футбольної школи клубу «Парі Сен-Жермен».
У дорослому футболі дебютував 1999 року виступами за команду клубу «Парі Сен-Жермен-2», в якій провів два сезони, взявши участь у 48 матчах чемпіонату. 
Протягом 2002 року захищав кольори команди клубу «Мартіг».
Своєю грою за останню команду привернув увагу представників тренерського штабу клубу «Парі Сен-Жермен», до складу якого повернувся 2002 року. Відіграв за паризьку команду наступний сезон своєї ігрової кар'єри.
Протягом 2003 року також захищав кольори команди клубу «Труа», де грав на правах оренди.
У 2003 році повернувся до клубу «Парі Сен-Жермен». Цього разу провів у складі його команди два сезони. 
Протягом 2005—2006 років захищав кольори команди клубу «Віторія» (Гімарайнш).
З 2006 року два сезони захищав кольори команди клубу «Рубін». 
Згодом з 2008 по 2012 рік грав у складі команд клубів «Аль-Кадісія», «Малага» та «Марітіму».
16 червня 2012 року уклав дворічний контракт з кіпрським клубом АПОЕЛ.

## Виступи за збірну
У 2002 році дебютував в офіційних матчах у складі національної збірної Тунісу. Протягом кар'єри у національній команді, провів у формі головної команди країни 44 матчі, забивши 2 голи.
У складі збірної був учасником чемпіонату світу 2002 року в Японії і Південній Кореї, Кубка африканських націй 2002 року у Малі, Кубка африканських націй 2004 року у Тунісі, здобувши того року титул континентального чемпіона, розіграшу Кубка Конфедерацій 2005 року у Німеччині, а також Кубка африканських націй 2006 року в Єгипті.

## Досягнення
- Переможець Середземноморських ігор: 2001
- Володар Кубка Франції: 2003-04
- Володар Кубка Федерації футболу Кувейту: 2007-08, 2008-09
- Чемпіон Кувейту: 2008-09
- Володар Кубка Еміра Кувейту: 2008-09
- Чемпіон Кіпру: 2012-13, 2013-14
- Володар Кубка Кіпру: 2013-14
- Володар Суперкубка Кіпру: 2013
- Володар Кубка африканських націй: 2004